# José Santos Castañeda
José Santos Castañeda (siglo XIX) fue un militar y político peruano. Fue Ministro de Hacienda y Comercio (1856-1857 y 1862-1863), así como Presidente interino de la Convención Nacional (Congreso Constituyente) en septiembre de 1855.

## Biografía
Cursó estudios en la Universidad de Santo Tomás y Santa Rosa (actual Universidad Nacional de Trujillo), donde se graduó de bachiller en Leyes y Cánones (1843). Siguió también la carrera militar y escaló hasta el grado de coronel.
Fue elegido diputado por la entonces provincia liberteña de Cajamarca (1845-1849, 1851-1852). Formó parte de la Mesa Directiva de su cámara, de la que fue secretario en 1849. En 1845 propuso, junto con sus colegas José Isidro Bonifaz y Mariano Cabada, la elevación de Cajamarca a la categoría de departamento (pues hasta entonces era solo una provincia dependiente del departamento de La Libertad). Dicha medida sería aprobada años después y hecha efectiva en 1862.
Simultáneamente a su labor parlamentaria, tuvo otros empleos gubernamentales. Bajo el primer gobierno constitucional de Ramón Castilla (1845-1851) laboró como oficial mayor de Ministerio de Guerra. Y bajo el gobierno de José Rufino Echenique (1851-1855) trabajó en la Dirección General de Hacienda del Ministerio de Hacienda y Comercio.
En 1855 fue elegido diputado suplente por Cajamarca ante la Convención Nacional (Congreso Constituyente), cuya primera vicepresidencia ejerció; en tal calidad reemplazó al presidente Francisco Quirós y Ampudia, de 5 a 30 de septiembre de 1855. Durante los debates parlamentarios, estuvo en la mayoría que votó en contra de la libertad de cultos. En esa época trabajó también en Dirección General de Crédito Público, de la que fue director. El 16 de octubre de 1856 el gobierno provisorio de Ramón Castilla lo nombró Ministro de Hacienda y Comercio, cargo que desempeñó hasta el 13 de febrero de 1857, cuando renunció.
En 1860 fue elegido nuevamente diputado por Cajamarca ante el Congreso Ordinario, que una vez instalado se transformó en Congreso Constituyente y dio la Constitución de 1860. Tras la inauguración del gobierno del general Miguel de San Román en 1862, formó parte de su gabinete ministerial como ministro de Hacienda y Comercio, gabinete que encabezaba el canciller José Gregorio Paz Soldán. Tras la muerte de San Román, permaneció al frente de dicho ministerio hasta el 9 de abril de 1863, cuando el primer vicepresidente Pedro Diez-Canseco ocupó la presidencia.